# Gâteau aux fraises
Un gâteau aux fraises est un gâteau dont la fraise constitue l’ingrédient principal. Les fraises peuvent se trouver dans la pâte, sur le gâteau ou dans le glaçage. Ce type de gâteau peut être servi frais ou partiellement glacé, et se prépare parfois spécialement pour la Saint-Valentin.

## Vue d'ensemble
Un gâteau aux fraises peut contenir des fraises dans sa pâte, comme décoration ou bien dans sa garniture, notamment s'il s'agit d'un gâteau à étages. Parfois, les fraises sont présentes dans le glaçage,. On peut utiliser des fruits frais ou bien congelés,. Il est également possible de le confectionner avec de la gélatine parfumée à la fraise,, ce qui permet, une fois celle-ci incorporée à la pâte, de lui donner une couleur rose. Certains sont recouverts d’une garniture aux fraises. Enfin, il existe des versions sans gluten.
Ce gâteau peut se servir frais,, ou bien être congelé puis servi glacé. On utilise parfois de la ricotta dans la pâte ou comme garniture,. On peut également se servir d’une préparation pour gâteau (par exemple pour gâteau blanc), à laquelle on vient ajouter des ingrédients supplémentaires, dans la pâte ou bien sur le dessus. Le gâteau aux fraises est parfois préparé et servi comme spécialité de la Saint-Valentin.

## Galerie

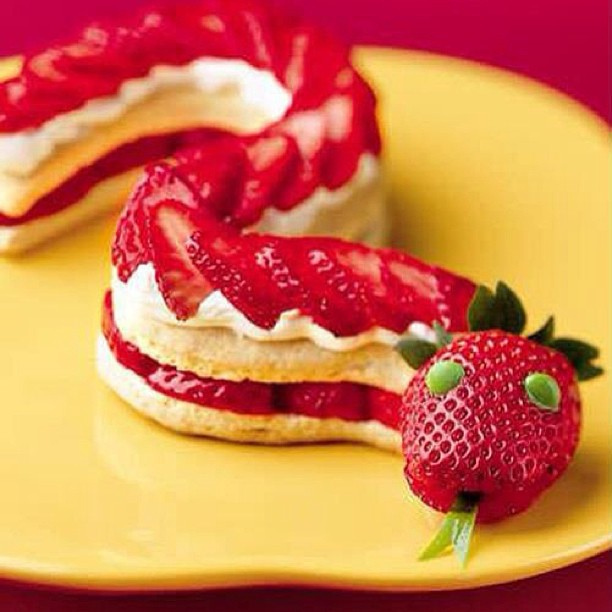
Un gâteau aux fraises en forme de serpent
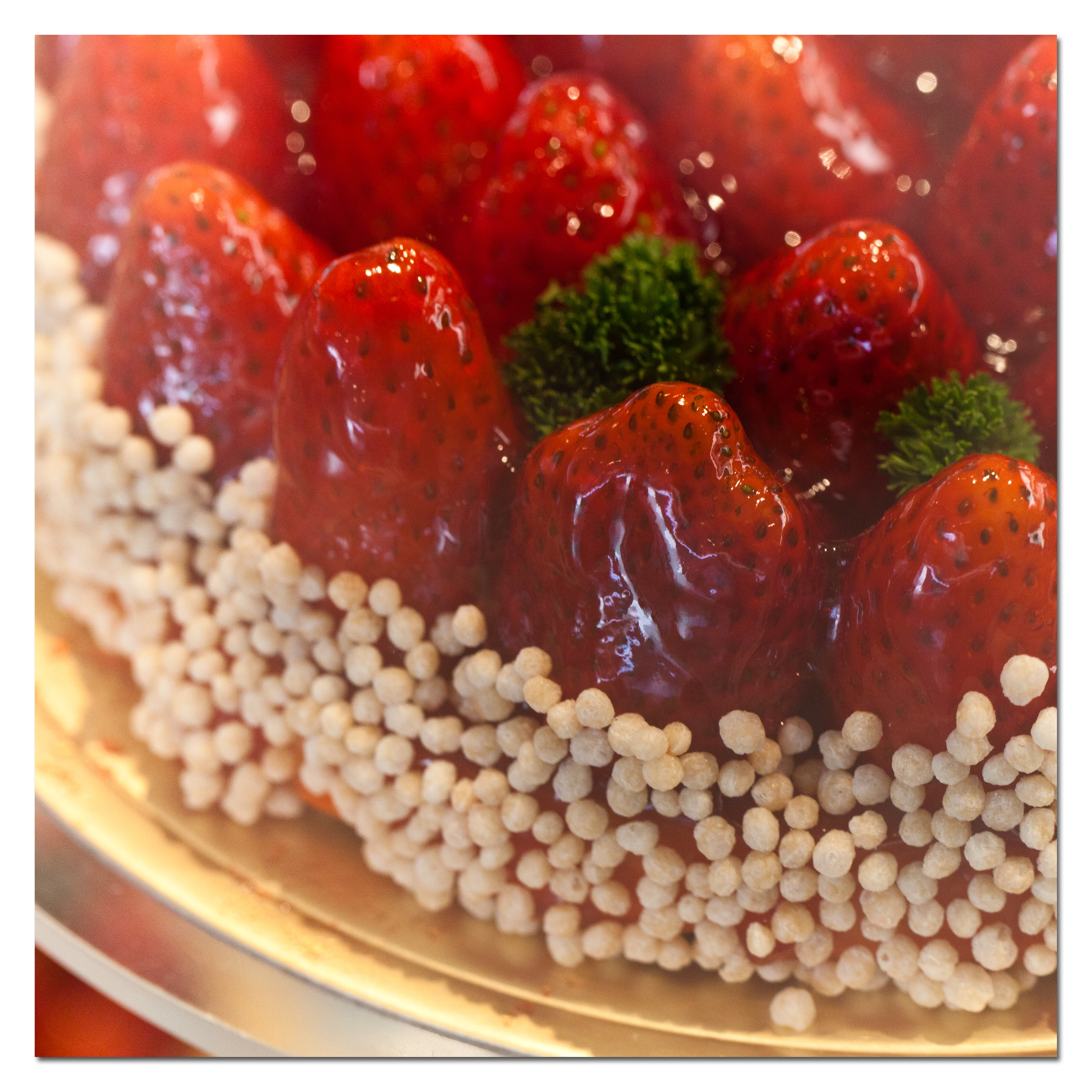
Gros plan sur un gâteau aux fraises de la Saint-Valentin
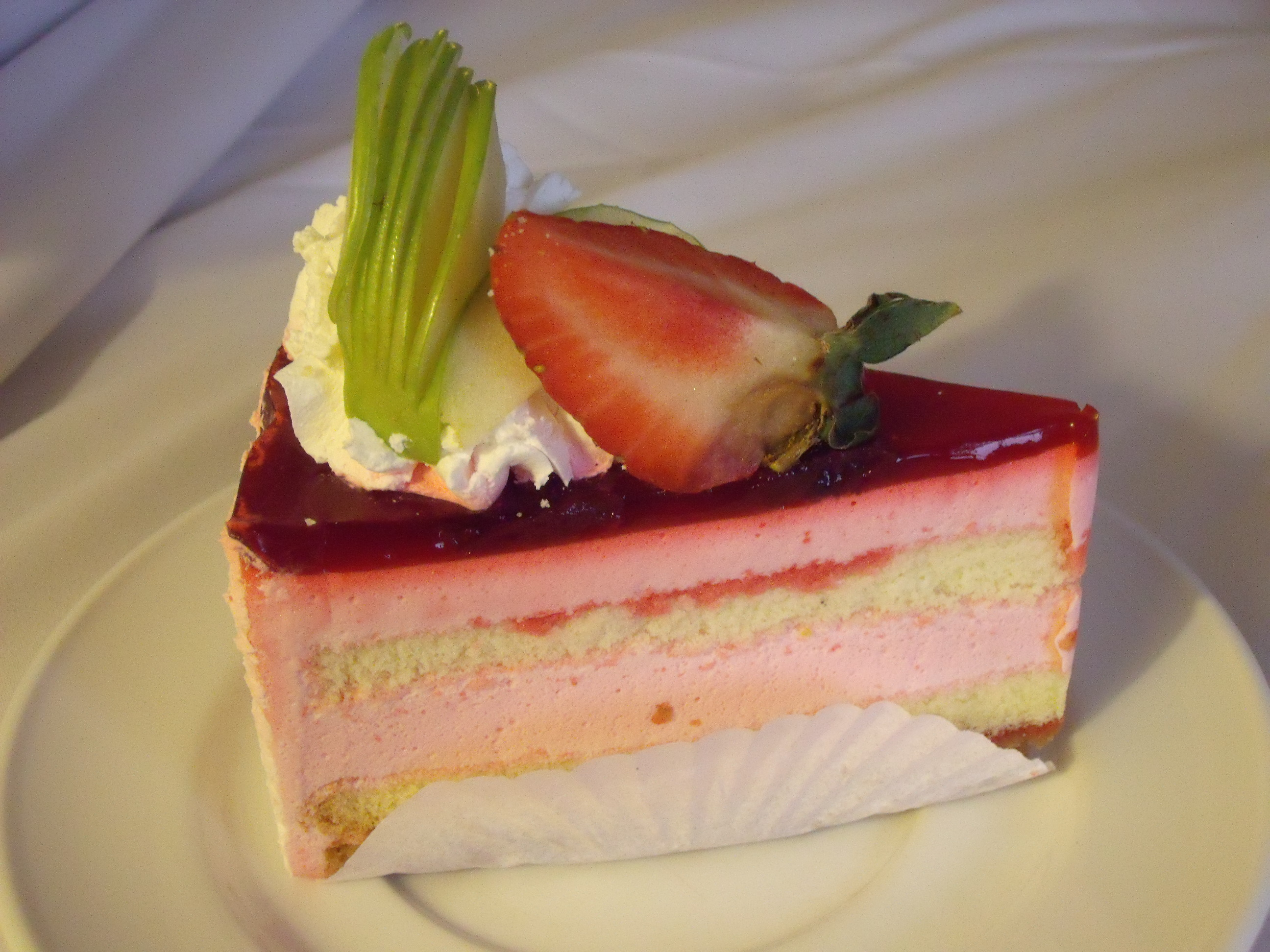
Une part de gâteau aux fraises
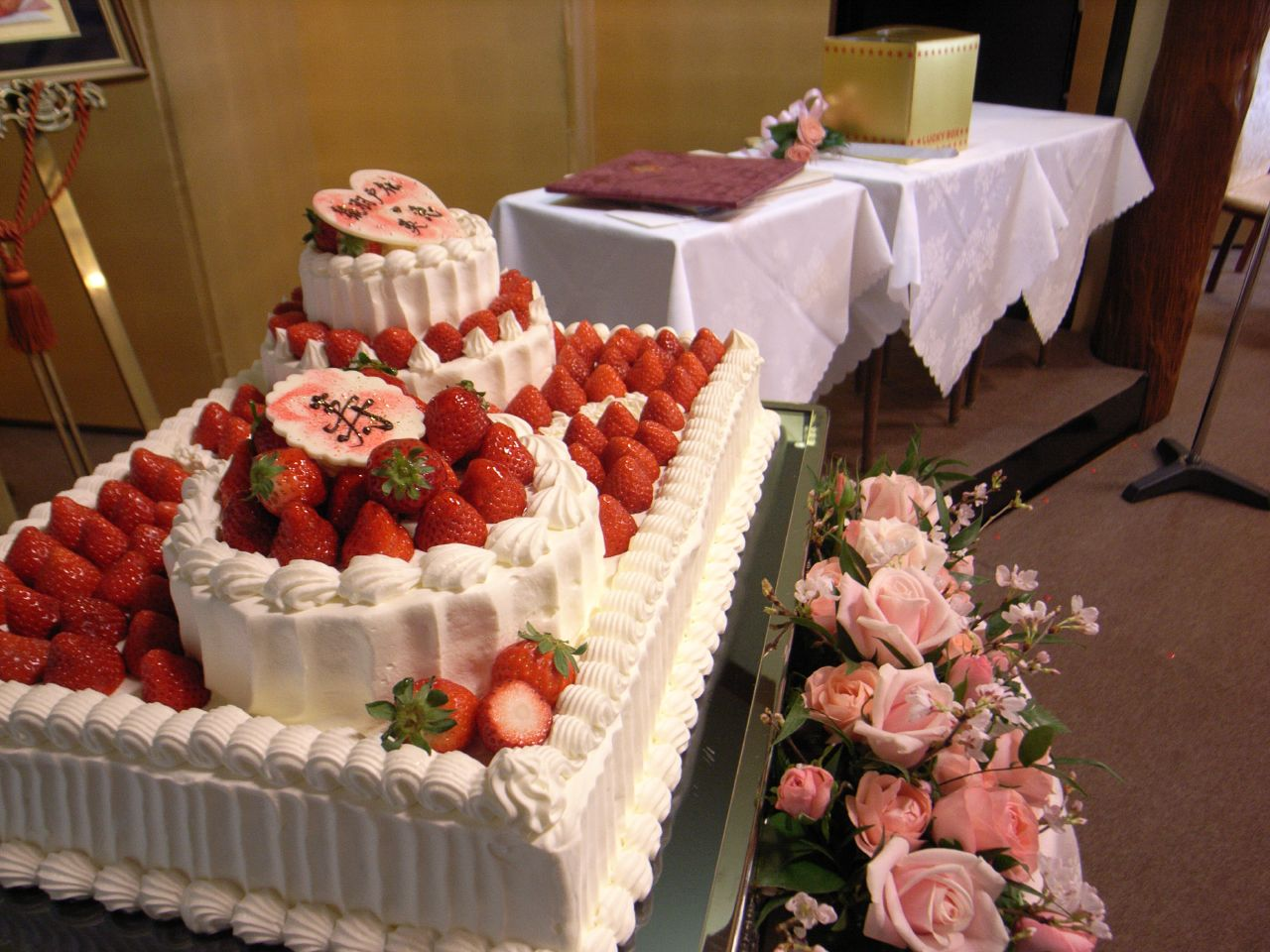
Un gâteau de mariage aux fraises
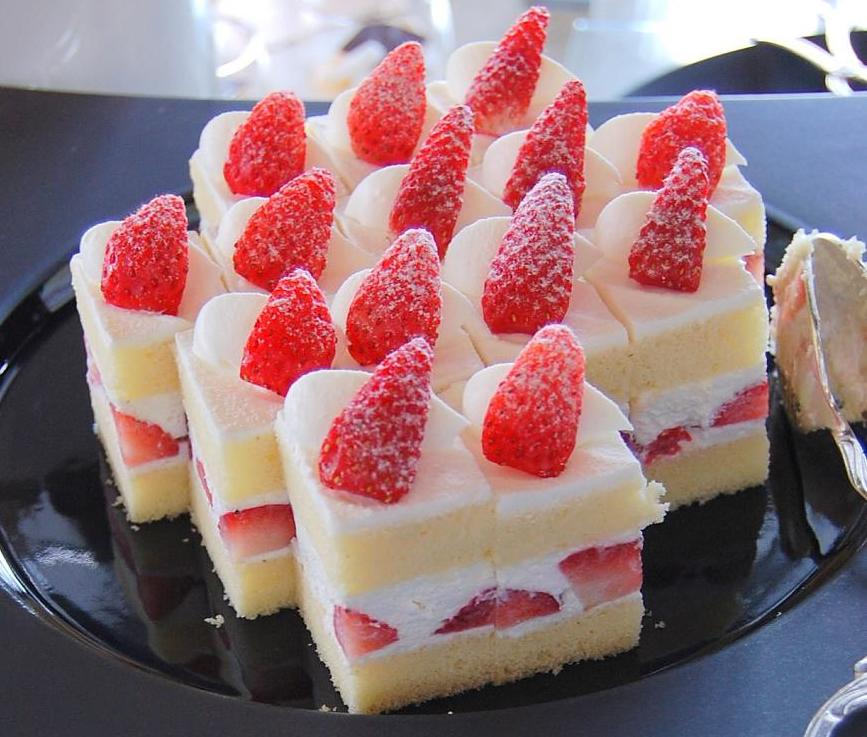
Des parts de gâteau aux fraises servies lors d’un buffet
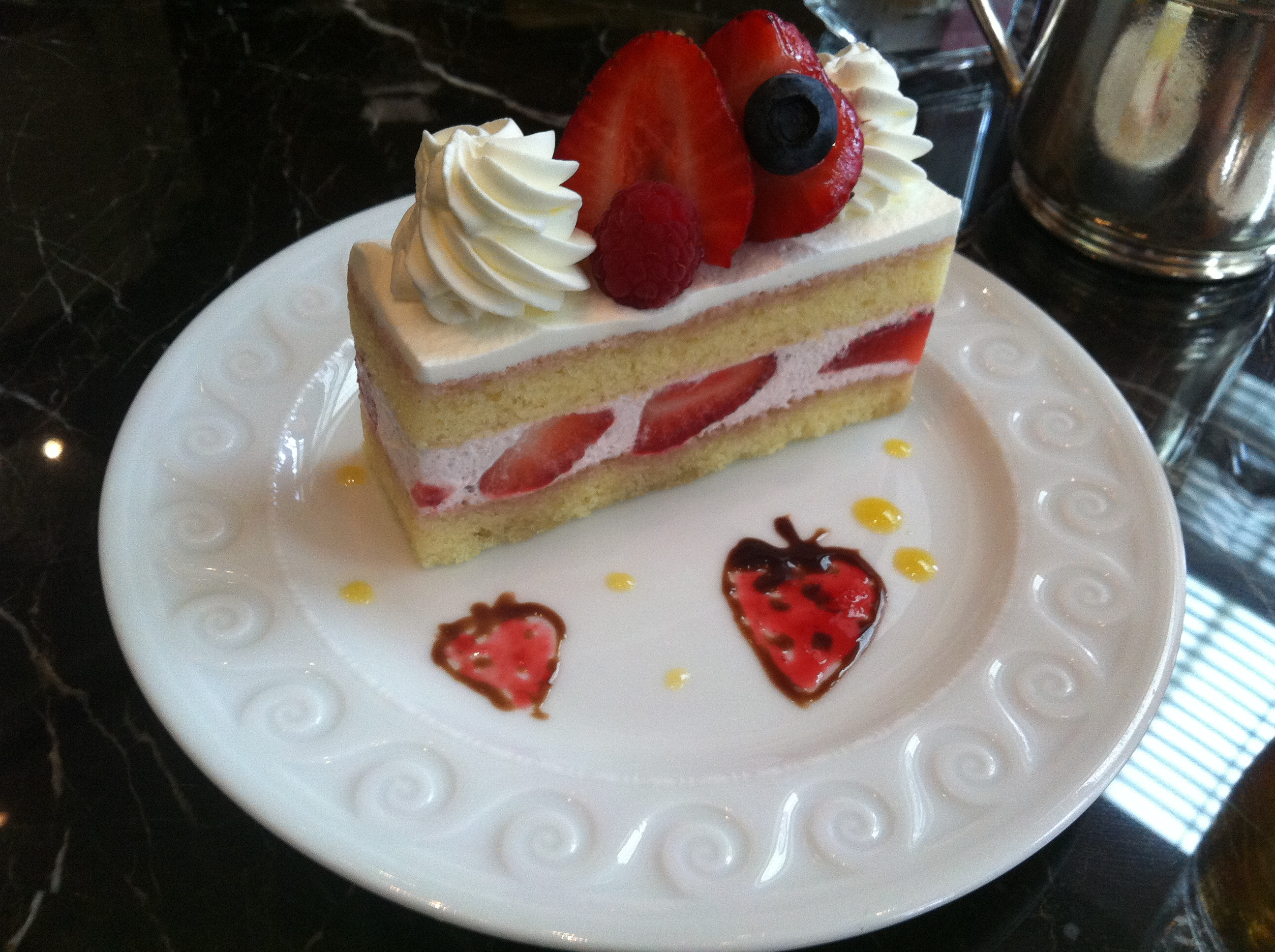
Un gâteau à étages avec des fraises dans le glaçage et la garniture

## Aux Philippines

### La Trinidad et le Benguet Strawberry Festival
Le 20 mars 2004, au Strawberry Festival (« Fête de la fraise ») de La Trinidad, province de Benguet aux Philippines, le plus gros fraisier du monde fut préparé puis reconnu par le Livre Guinness des records. Le gâteau, réalisé par plusieurs pâtissiers, pesait 9622,23 kg au total.